# Ofuda

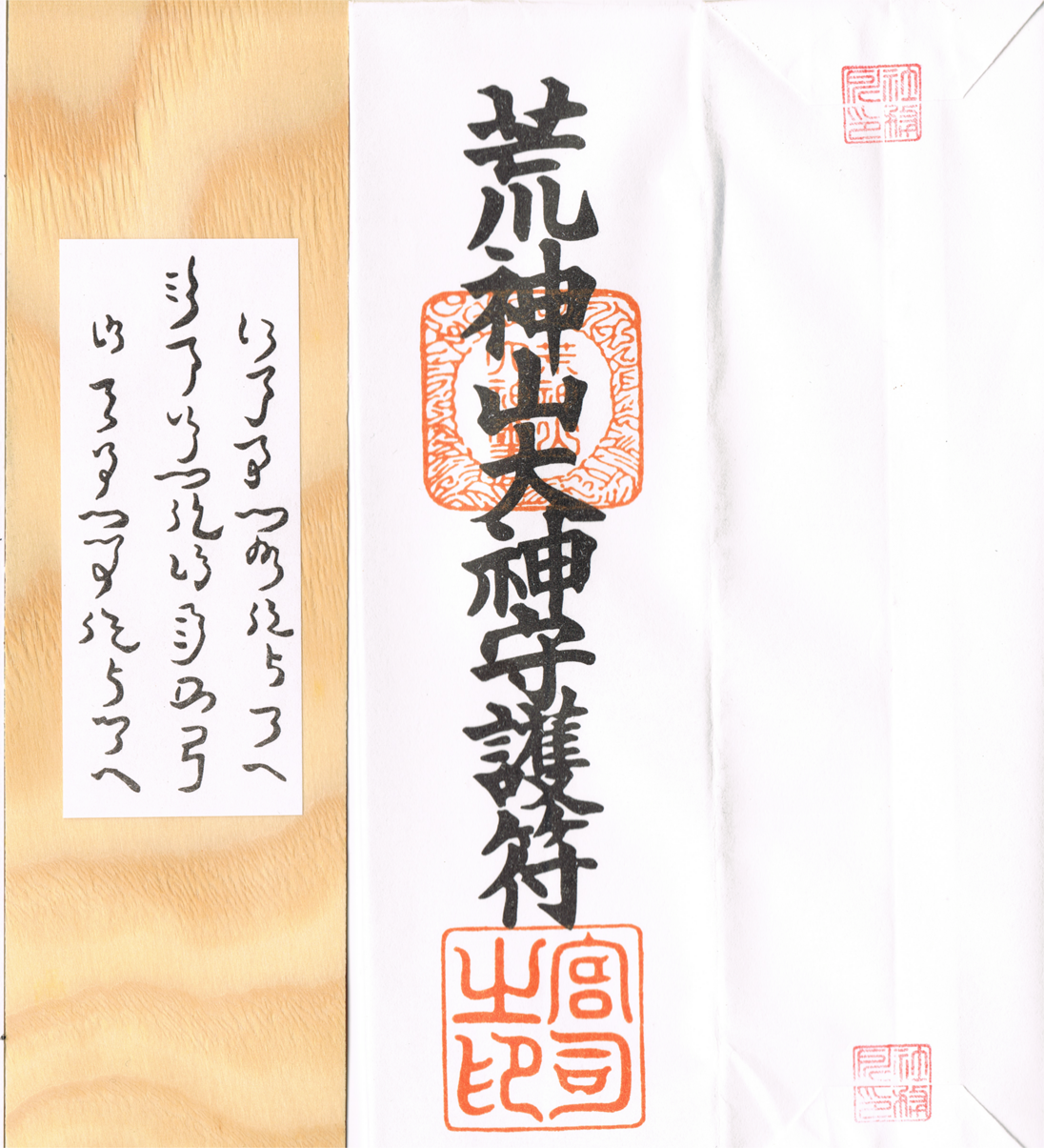
Ofuda emitido por un santuario shinto. Ofuda del Kǒjinyama-jinja(ja) (荒神山神社).

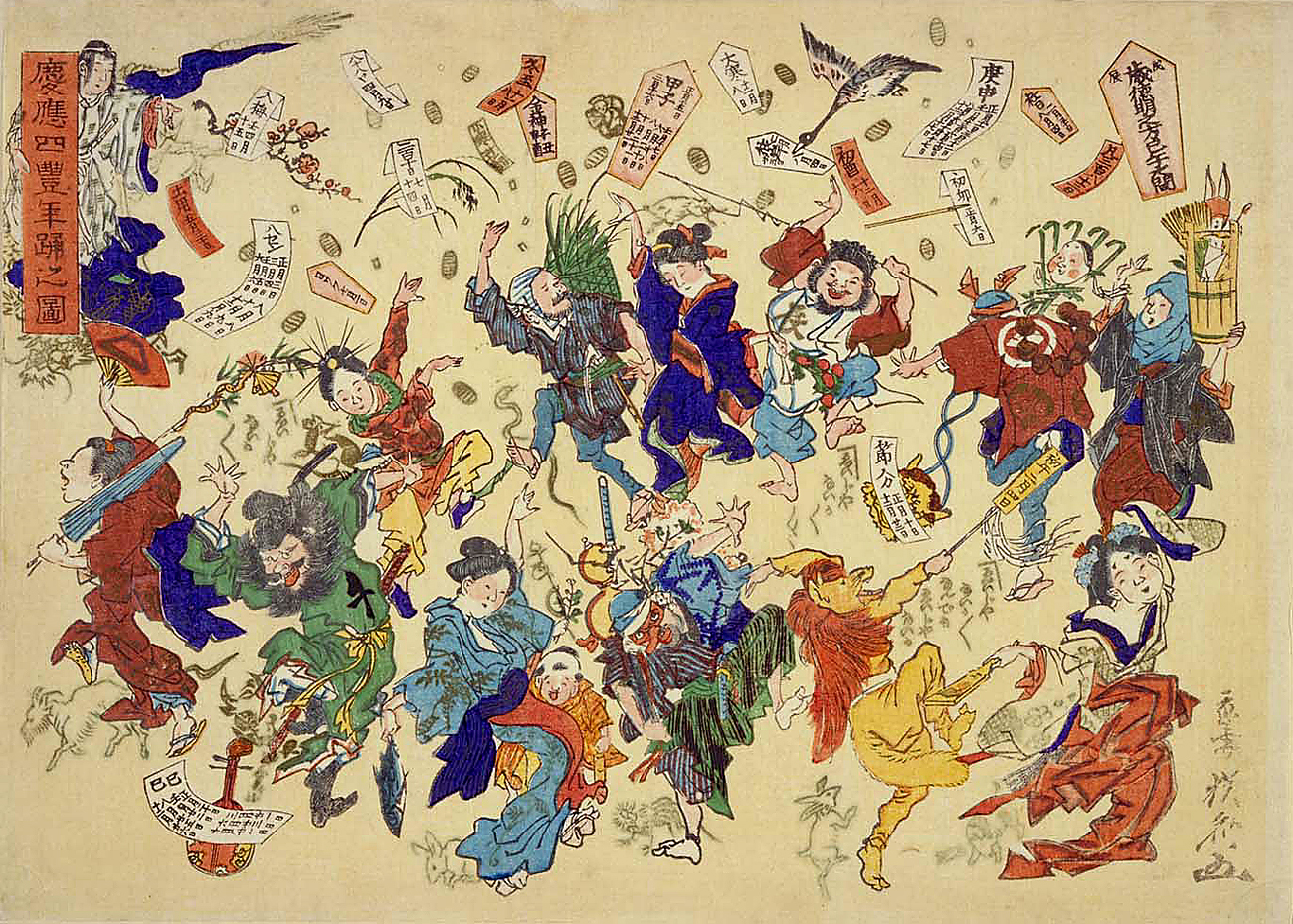
Escena de baile del movimiento "Ee Ja Nai Ka".

Ofuda del santuario shinto Taga-taisha (多賀大社) (多賀大社).

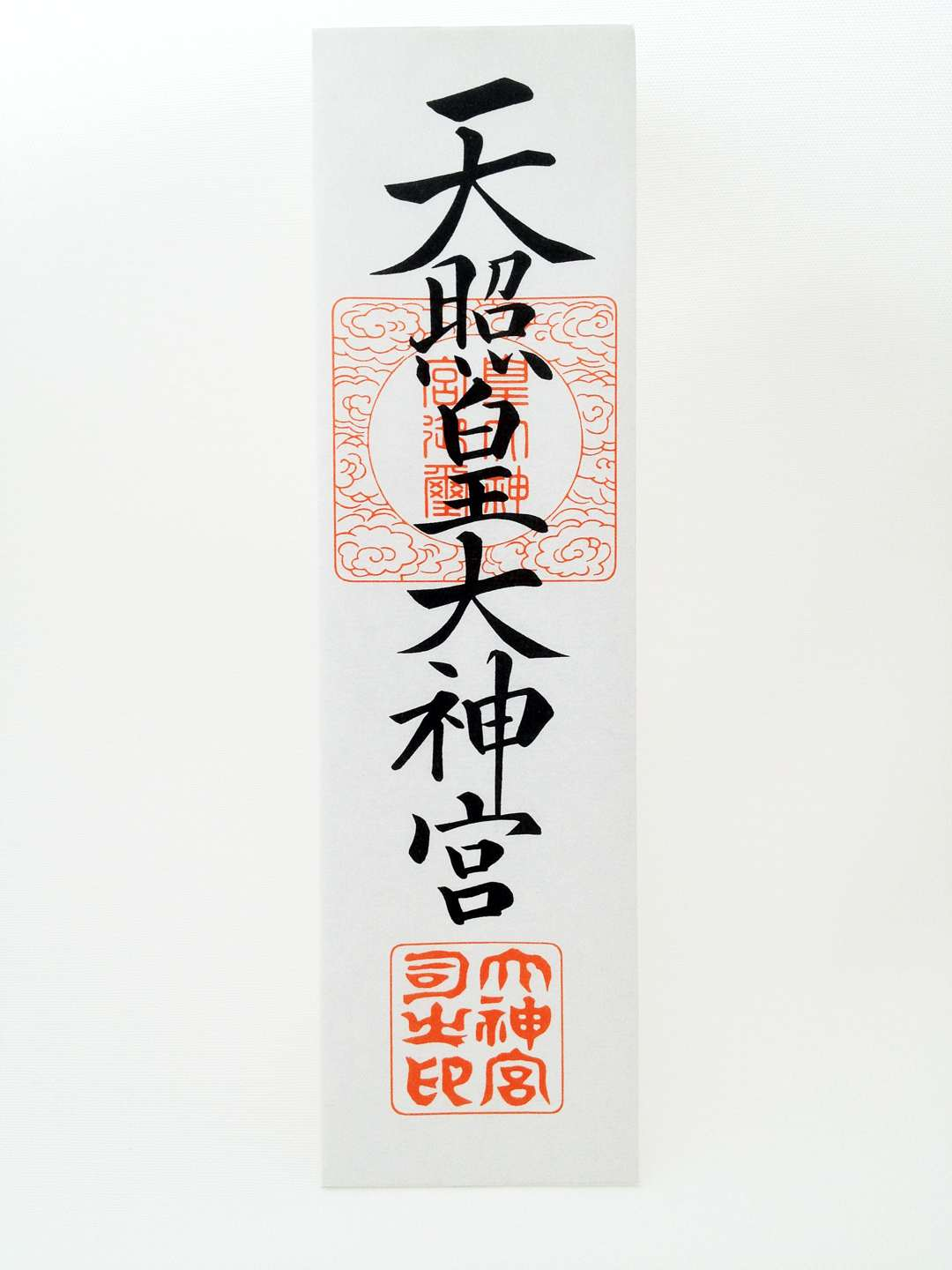
El popular ofuda llamado Jingū-taima hecho en IseWashi, emitido por este santuario sintoista.

O-fuda (御札 O お札, O-fuda (御札 or お札 o-fuda?)) es un tipo de amuleto para el hogar o talismán, emitido por un santuario shinto, colgado en la casa para protección, un  gofu (護符?) (護符). También puede llamarse shinpu (神符?) (神符). Se hace escribiendo el nombre de un kami y el nombre del santuario shinto o de un representante del kami en una tira de papel, madera, tela, o metal.

## Uso
El Ofuda es renovado anualmente antes del fin de año, y luego se cuelga en una puerta, pilar, o techo. También puede ser colocado dentro de una capilla shinto privada (kamidana). Se cree que podrá proteger a la familia del daño general, como una enfermedad. Se puede colocar un o-fuda más específico cerca de objetos particulares como uno para la cocina para protegerla de incendios accidentales. Un popular o-fuda llamado jingū-taima (神宮大麻) o sencillamente taima (大麻) es emitido por el gran templo de Ise. Antaño hecho de tela de cáñamo (taima) pero hoy en día expedido en IseWashi (Washi (papel japonés) hecho en Ise) que se bendice y reemplaza cada año — el uso de cáñamo como material era común en la antigüedad.
Una forma portátil de o-fuda, comúnmente llamado omamori (お守り o 御守, o-mamori) es típicamente entregado envuelto en una bolsa pequeña hecha de tela decorada. Esto tiene su origen en el Onmyōdō y el budismo, pero posteriormente fue adoptado también por el Sintoísmo. Ambos, templos budistas y santuarios shinto, emiten estos o-mamori. Mientras se dice que un o-fuda protege a toda la familia, un o-mamori ofrece apoyo para beneficios personales.